# Cer(IV)-sulfat
Cer(IV)-sulfat oder Cerdisulfat ist ein Salz des Seltenerd-Metalls Cer mit Schwefelsäure.

## Darstellung
Die Darstellung erfolgt durch die Umsetzung von Cerdioxid mit konz. Schwefelsäure unter Erhitzen:
{\displaystyle \mathrm {CeO_{2}+2\ H_{2}SO_{4}\longrightarrow Ce(SO_{4})_{2}+2\ H_{2}O} }

## Eigenschaften

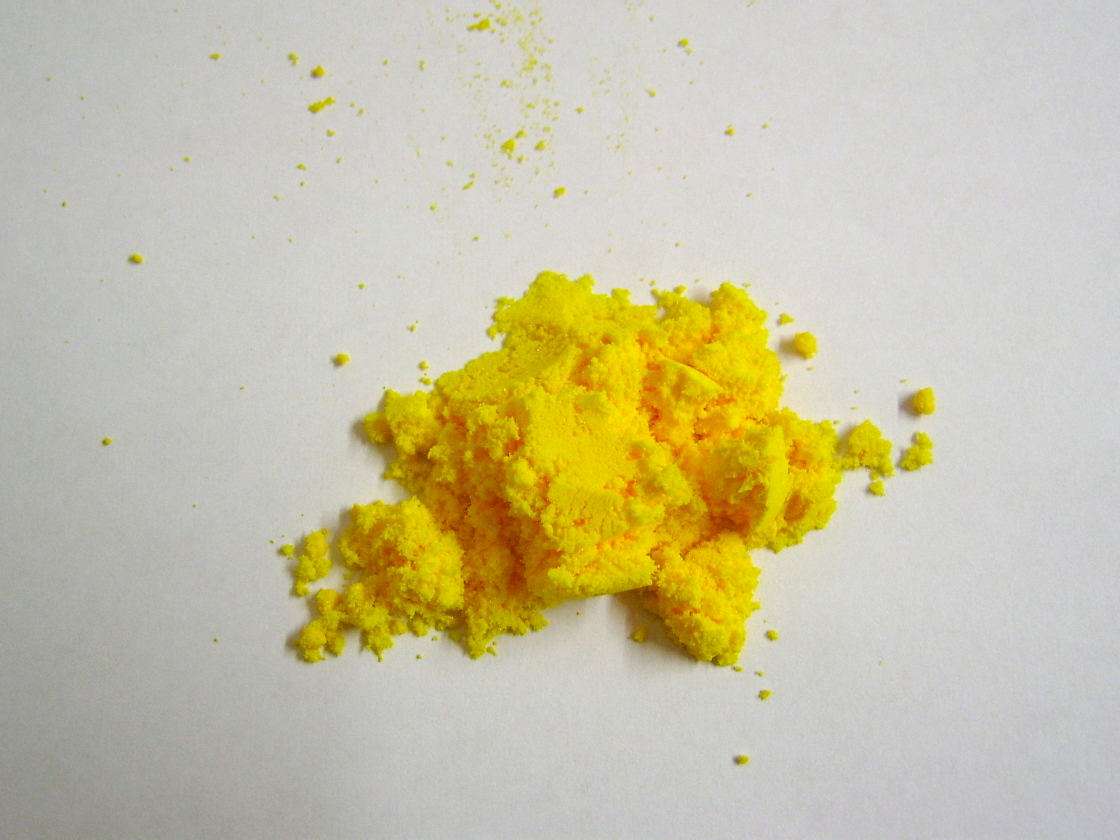
Cer(IV)-sulfat-Tetrahydrat

Wie alle Cer(IV)-Salze ist Cer(IV)-sulfat insbesondere unter sauren Bedingungen ein starkes Oxidationsmittel. Aus verdünnter Salzsäure setzt Cer(IV)-sulfat unter diesen Bedingungen elementares Chlor frei; wenn auch die Reaktionsgeschwindigkeit niedrig ist. Mit starken Reduktionsmitteln reagiert es aber sehr viel schneller.
Cer-Verbindungen treten in den Oxidationsstufen +3 und +4 auf. Dieser Monovalenz folgend reagiert Cer(IV)-sulfat bei der Umsetzung mit Reduktionsmitteln unter Bildung von Ce(III):
{\displaystyle \mathrm {Ce^{4+}+e^{-}\longrightarrow Ce^{3+}} }

## Verwendung
Auf Grund seiner oxidativen Eigenschaft in Kombination mit der Monovalenz und der dadurch bedingten Eindeutigkeit der Reaktion findet Cer(IV)-sulfat Verwendung in der Redoxtitrimetrie (Cerimetrie), z. B. zur Gehaltsbestimmung von Paracetamol nach dem Europäischen Arzneibuch. Für derartige Anwendungen sind Maßlösungen im Handel erhältlich.

Ferner wird es in der organischen Synthese, beispielsweise der Oxidation von 1,2-Glycolen oder der Chinonsynthese, eingesetzt.